# トラサッコ
トラサッコ（イタリア語: Trasacco）は、イタリア共和国アブルッツォ州ラクイラ県にある、人口約6,200人の基礎自治体（コムーネ）。

## 地理

### 位置・広がり

#### 隣接コムーネ
隣接するコムーネは以下の通り。
- アヴェッツァーノ
- チェラーノ
- チヴィタ・ダンティノ
- コッレロンゴ
- ルーコ・デイ・マルシ
- オルトゥッキオ
- ペシーナ
- サン・ベネデット・デイ・マルシ